# Ichiei Ishibumi
Ichiei Ishibumi (石踏 一榮?, Ishibumi Ichiei; Prefettura di Chiba, 25 aprile 1981) è un fumettista giapponese.
È principalmente conosciuto per la sua serie di light novel High School DxD.

## Carriera come fumettista
Nel 2005, Ishibumi ha ricevuto un premio speciale al 17° Fantasia Awards ospitato da Fujimi Shobō per la light novel Denpachi, opera con cui ha debuttato nel 2006. Nello stesso anno ha pubblicato la sua seconda light novel: Slash/Dog. Due anni dopo, nel 2008, ha iniziato a pubblicare la serie di light novel High School DxD, con 25 volumi pubblicati e altri 7 volumi di una serie sequel, Shin High School DxD. La serie è stata adattata in diversi manga e in diverse serie televisive anime. Mentre preparava le light novel, suo padre è morto.

### Opere
- Denpachi (2006)
- Slash/dog (2006)
- Daten no Inugami -SLASHDØG- (堕天の狗神 -SLASHDØG-?) (rinnovato della serie originale, 2014)
- Daten no Inugami -SLASHDØG2- (堕天の狗神 -SLASHDØG2-?) (2018)

#### High School DxD
1. Kyūkōsha no Diaborosu (旧校舎のディアボロス?) (2008)
2. Sentō kōsha no Fenikkusu (戦闘校舎のフェニックス?) (2008)
3. Gekkō kōtei no Ekusukaribā (月光校庭のエクスカリバー?) (2009)
4. Kyōshitsu no Vanpaia (停止教室のヴァンパイア?) (2009)
5. Mekai gasshuku no Herukyatto (冥界合宿のヘルキャット?) (2009)
6. Taiikukan ura no Hōrī (体育館裏のホーリー?) (2010)
7. Hōkago no Ragunaroku (放課後のラグナロク?) (2010)
8. Akuma no oshigoto (アクマのおしごと?) (2010)
9. Shūgakuryokō wa Pandemoniumu (修学旅行はパンデモニウム?) (2011)
10. Gakuen matsuri no Raion Hāto (学園祭のライオンハート?) (2011)
11. Shunkyō Shiken to Uroborosu (進級試験とウロボロス?) (2012)
12. Hoshūjukyō no Hīrōzu (補習授業のヒーローズ?) (2012)
13. Issē Esu Ō Esu (イッセーＳＯＳ?) (2012)
14. Shinro-shidō no Wizādo (進路指導のウィザード?) (2013)
15. Hidamari no Dāku Naito (陽だまりのダークナイト?) (2013)
16. Kagai jugyō no Deiwōkā (課外授業のデイウォーカー?) (2013)
17. Kyōin kenshū no Warukyūre (教員研修のヴァルキリー?) (2014)
18. Seitansai no Fanīenjeru (聖誕祭のファニーエンジェル?) (2014)
19. Sōsenkyo no Deyurandaru (総選挙のデュランダル?) (2014)
20. Shinro Sōdan no Beriaru (進路相談のベリアル?) (2015)
21. Jiyū Tōkō no Rushifā (自由登校のルシファー?) (2016)
22. Sotsugyōshiki no Guremorī (卒業式のグレモリー?) (2016)
23. Kyūgi taikai no Jōkā (球技大会のジョーカー?) (2017)
24. Kōgai gakushū no Gurimu Rippā (校外学習のグリムリッパー?) (2017)
25. Kaki kōshū no Yugudorashiru (夏期講習のユグドラシル?) (2018)

Per raccogliere meglio il numero crescente di racconti pubblicati, Ishibumi ha creato una serie di light novel, la serie DX.
1. DX.1 Tensei tenshi ni Rabusongu o (DX.1 転生天使にラブソングを?) (2015)
2. DX.2 Matsure ☆ re☆ryuujin shōjo! (DX.2 マツレ☆龍神少女！?) (2015)
3. DX.3 Kurosu×Kuraishisu (DX.3 クロス×クライシス?) (2016)
4. DX.4 Seitokai to Reviatan (DX.4 生徒会とレヴィアタン?) (2017)
5. DX.5 Supahiro Toraiaru (DX.5 スーパーヒーロートライアル?) (2019)
6. DX.6 Go chūmon wa akumadesu ka? (DX.6 ご注文はアクマですか？?) (2021)
7. DX.7 Gosenzo-sama wa Torikkusutā!? (DX.7 ご先祖さまはトリックスター!??) (2022)

- Fantasia Bunko 25th Anniversary Book (ファンタジア文庫25周年アニバーサリーブック?, Fantajia bunko 25-shūnen Anibāsarī Bukku) (18 marzo 2013)